# Drama (EP của aespa)
Drama là đĩa mở rộng thứ tư của nhóm nhạc nữ Hàn Quốc aespa. Album được phát hành bởi SM Entertainment vào ngày 10 tháng 11 năm 2023 với sáu bài hát, bao gồm cả đĩa đơn cùng tên.

## Bối cảnh và phát hành
Tháng 2 năm 2023, trong buổi concert đầu tiên của nhóm, Synk: Hyper Line, cả nhóm đã biểu diễn các bài hát chưa được phát hành khi đó: "Hot Air Balloon", "YOLO" và "Don't Blink". Ngày 10 tháng 10, SM Entertainment thông báo rằng nhóm sẽ phát hành đĩa mở rộng thứ tư có tên Drama vào ngày 10 tháng 11. Một video teaser giới thiệu cũng được phát hành cùng ngày. Sáu ngày sau, lịch trình quảng bá cũng được công bố. Ngày 30 tháng 10, video teaser mood sample được tung ra, tiếp theo là video teaser highlight medley vào ngày 3 tháng 11. Ngày 6 tháng 11, các video teaser được lấy cảm hứng từ ý tưởng phim của Winter và Giselle đã được phát hành, cùng với các đoạn giới thiệu của Karina và Ningning vào ngày hôm sau. Ngày 9 tháng 11, teaser video âm nhạc "Drama" đã được phát hành. Đĩa mở rộng được phát hành cùng với video âm nhạc của "Drama" vào ngày 10 tháng 11.

## Khái niệm
Theo SM Entertainment, Drama sẽ giới thiệu "những tính cách đang phát triển" của aespa với "âm nhạc mới mẻ" đồng thời "xây dựng [dựa trên] chủ đề tường thuật trước đó" vì nhóm "hiện đang thoát ra khỏi chấn thương do một loạt sự kiện gây ra với 'Synk Out' và 'Nhiệm vụ ảo ảnh' [trong cốt truyện của SMCU dành cho aespa]".

## Sáng tác
Phiên bản tiêu chuẩn của Drama bao gồm sáu bài hát thuộc nhiều thể loại khác nhau bao gồm hip hop, dance và acoustic pop. Giống như các sản phẩm trước của nhóm, Drama sẽ "mang đến một chương mới cho truyền thuyết SMCU của họ" bằng cách viết câu chuyện thông qua "âm nhạc và hình ảnh độc đáo". Đĩa đơn chính "Drama" được mô tả là một bài hát hip-hop và dance có đặc điểm "âm thanh trống mạnh mẽ và âm trầm tổng hợp phức tạp" với lời bài hát nói về "thái độ tự tin rằng mọi câu chuyện đều bắt đầu với aespa". Ca khúc thứ hai "Trick or Trick" là một ca khúc nhạc dance với "âm trầm nặng" và "sức quyến rũ gây thôi miên". Ca khúc thứ ba "Don't Blink" là một bài hát mang hơi hướng đồng quê với "rusty synth" tập trung vào "giọng hát của aespa". Ca khúc thứ tư "Hot Air Balloon" có lời bài hát "mô tả cuộc hành trình hướng tới bầu trời với một người đặc biệt". Ca khúc thứ năm "YOLO" là một ca khúc pop-punk với "sự kết hợp giữa pop và guitar metal". Ca khúc thứ sáu "You" mang ca từ tràn ngập "sự chân thành đối với [người hâm mộ của nhóm]". Trong phiên bản kỹ thuật số đĩa đơn tiếng Anh "Better Things" đã phát hành trước đó của nhóm sẽ là bonus track, nổi bật là một bài hát dance "có nhịp độ nhanh" đặc trưng bởi "âm thanh bộ gõ nhịp nhàng" với ca từ về việc "bỏ qua những chuyện vô bổ" và " tập trung thời gian nhất định vào những việc có giá trị hơn".

## Hiệu suất thương mại
Drama ra mắt ở vị trí thứ ba trên Bảng xếp hạng Circle Album Chart của Hàn Quốc từ ngày 19–25 tháng 11 năm 2023. Tại Nhật Bản, EP ra mắt ở vị trí thứ 27 trên Billboard Japan Hot Albums ngày 15 tháng 11 năm 2023; trên bảng xếp hạng component, EP ra mắt ở vị trí thứ 11 ở Top Download Albums. Trên bảng xếp hạng Oricon, EP ra mắt ở vị trí thứ 11 trên Bảng xếp hạng Album, và vị trí thứ 10 trên Bảng xếp hạng Album tổng hợp ngày 27 tháng 11 năm 2023.
Tại Hoa Kỳ, Drama ra mắt ở vị trí thứ 33 trên bảng xếp hạng Billboard 200, và đứng thứ hai trên Billboard World Albums bảng xếp hạng ngày 25 tháng 11 năm 2023. Tại Vương quốc Anh, EP ra mắt ở vị trí thứ 10 trên Bảng xếp hạng lượt tải xuống album tại Vương quốc Anh của OCC, đứng thứ 33 về doanh số bán album tại Vương quốc Anh, và vị trí thứ 45 trên UK Physical Albums bảng xếp hạng ngày 17–23 tháng 11 năm 2023. Tại Úc, EP ra mắt ở vị trí thứ 4 trên ARIA Top 20 Hitseekers Albums Chart trong bảng xếp hạng ngày 20 tháng 11 năm 2023. Tại Pháp, EP ra mắt ở vị trí thứ 30 trên Album hàng đầu của SNEP trong bảng xếp hạng ngày 17 tháng 11 năm 2023. Tại Hungary, EP ra mắt ở vị trí thứ 19 trên Bảng xếp hạng MAHASZ Top Albums 40 trong bảng xếp hạng ngày 10–16 tháng 11 năm 2023. Tại Ba Lan, EP ra mắt ở vị trí thứ 28 trên OLiS của ZPAV trong bảng xếp hạng ngày 10–16 tháng 11 năm 2023. Tại Scotland, EP ra mắt ở vị trí thứ 43 trên Bảng xếp hạng Album Scotland của OCC trong bảng xếp hạng ngày 17–23 tháng 11 năm 2023. Tại Tây Ban Nha, EP ra mắt ở vị trí thứ 79 trên Bảng xếp hạng 100 Album hàng đầu của PROMUSICAE trên bảng xếp hạng ngày 10–16 tháng 11 năm 2023.

## Đánh giá chuyên môn
Abbie Aitken viết cho tờ báo Clash gọi Drama là "một sự mở rộng đáng hoan nghênh đối với vũ trụ aespa [bằng cách] thể hiện sức mạnh thanh nhạc của [aespa] và làm nổi bật khả năng âm nhạc linh hoạt của họ". Cô kết luận rằng "câu chuyện hơi bối rối [bởi] năng lượng tổng thể, đặc biệt là từ [đĩa đơn chính], [khiến người nghe] cảm thấy hưng phấn [trong khi] háo hức muốn biết thêm".
| Đánh giá chuyên môn | Đánh giá chuyên môn |
| Nguồn đánh giá      | Nguồn đánh giá      |
| Nguồn               | Đánh giá            |
| ------------------- | ------------------- |
| Clash               | 7/10                |

## Quảng bá
Trước khi phát hành Drama, vào ngày 10 tháng 11 năm 2023, aespa đã tổ chức một sự kiện trực tiếp mang tên "Aespa Drama Countdown Live" trên YouTube, TikTok, Weverse và Idol Plus, nhằm giới thiệu đĩa mở rộng và kết nối với người hâm mộ của nhóm. Ngoài ra, nhóm còn khai trương một cửa hàng tạm thời có tên "Tuần lễ Aespa? Thành phố Drama?" tại Seoul, Hàn Quốc, diễn ra từ ngày 10 đến 26 tháng 11 để "kỷ niệm việc ra mắt đĩa mở rộng".

## Danh sách bài hát
| Drama – CD       | Drama – CD        | Drama – CD                                         | Drama – CD | Drama – CD                                             | Drama – CD |
| STT              | Nhan đề           | Phổ lời                                            | Phổ nhạc | Phối khí                                               | Thời lượng |
| ---------------- | ----------------- | -------------------------------------------------- | --- | ------------------------------------------------------ | ---------- |
| 1.               | "Drama"           | Bang Hye-hyun (JamFactory) Ellie Suh (153/Joombas) | No Identity Waker (153/Joombas) Ejae Charlotte Wilson                                                         | No Identity                                            | 3:35       |
| 2.               | "Trick or Trick"  | Kim Min-ji (JamFactory)                            | Kristin Langsrud August Dagestad Johanne Lid Stian Nyhammer Olsen                                             | Stian Nyhammer Olsen                                   | 2:55       |
| 3.               | "Don't Blink"     | Hwang Yu-bin (VeryGoods)                           | Dillon Deskin Tima Dee Deanna Villarreal                                                                      | Dillon Deskin                                          | 2:49       |
| 4.               | "Hot Air Balloon" | Jo Yoon-kyung                                      | Cazzi Opeia Moa "Cazzi Opeia" Carlebecker Ellen Berg Alysa Dsign Music Nermin Harambasic Stian Nyhammer Olsen | Stian Nyhammer Olsen Alysa                             | 3:19       |
| 5.               | "YOLO"            | Na Yun-jeong (Lalala Studio)                       | Albi Albertsson (Clarity-X) Anna Timgren                                                                      | Albi Albertsson (Clarity-X)                            | 3:09       |
| 6.               | "You"             | Lee O-neul                                         | Jake K (Artiffect) Maria Marcus MCK (Artiffect) St_Knox (Artiffect) Louise Frick Sveen                        | Jake K (Artiffect) MCK (Artiffect) St_Knox (Artiffect) | 3:23       |
| Tổng thời lượng: | Tổng thời lượng:  | Tổng thời lượng:                                   | Tổng thời lượng:                                                                                              | Tổng thời lượng:                                       | 19:11      |

| Drama – Tải xuống / phát trực tuyến | Drama – Tải xuống / phát trực tuyến | Drama – Tải xuống / phát trực tuyến | Drama – Tải xuống / phát trực tuyến | Drama – Tải xuống / phát trực tuyến | Drama – Tải xuống / phát trực tuyến |
| STT                                 | Nhan đề                             | Phổ lời                             | Phổ nhạc                            | Phối khí                            | Thời lượng                          |
| ----------------------------------- | ----------------------------------- | ----------------------------------- | ----------------------------------- | ----------------------------------- | ----------------------------------- |
| 7.                                  | "Better Things"                     | Leroy Clampitt Rachel Keen          | Leroy Clampitt Rachel Keen          | Leroy Rachel Keen                   | 3:23                                |
| Tổng thời lượng:                    | Tổng thời lượng:                    | Tổng thời lượng:                    | Tổng thời lượng:                    | Tổng thời lượng:                    | 22:34                               |

## Bảng xếp hạng
| Bảng xếp hạng (2023)                  | Thứ hạng cao nhất |
| ------------------------------------- | ----------------- |
| Australian Hitseekers Albums (ARIA)   | 4                 |
| Croatia International Albums (HDU)    | 5                 |
| Album Pháp (SNEP)                     | 30                |
| Hungarian Albums (MAHASZ)             | 19                |
| Album Nhật Bản (Oricon)               | 5                 |
| Japanese Combined Albums (Oricon)     | 5                 |
| Japanese Hot Albums (Billboard Japan) | 5                 |
| Polish Albums (ZPAV)                  | 28                |
| Album Bồ Đào Nha (AFP)                | 5                 |
| South Korean Albums (Circle)          | 3                 |
| Album Scotland (OCC)                  | 43                |
| Spanish Albums (PROMUSICAE)           | 79                |
| UK Digital Albums (OCC)               | 10                |
| UK Albums Sales (OCC)                 | 33                |
| UK Physical Albums (OCC)              | 45                |
| Album Hoa Kỳ Billboard 200            | 33                |
| Album Hoa Kỳ World (Billboard)        | 2                 |

| Bảng xếp hạng(2023)          | Thứ hạng |
| ---------------------------- | -------- |
| Japanese Albums (Oricon)     | 19       |
| South Korean Albums (Circle) | 5        |

| Bảng xếp hạng (2023)         | Thứ hạng |
| ---------------------------- | -------- |
| South Korean Albums (Circle) | 30       |

## Doanh số
| Quốc gia                                  | Chứng nhận | Số đơn vị/doanh số chứng nhận |
| ----------------------------------------- | ---------- | ----------------------------- |
| Hàn Quốc (KMCA)                           | Million    | 1.000.000^                    |
| Tổng hợp                                  |            |                               |
| Toàn Cầu (IFPI)                           | —          | 1,500,000                     |
| ^ Chứng nhận dựa theo doanh số nhập hàng. |            |                               |

## Lịch sử phát hành
| Khu vực   | Ngày                 | Định dạng                  | Hãng            |
| --------- | -------------------- | -------------------------- | --------------- |
| Hàn Quốc  | 10 tháng 11 năm 2023 | CD                         | SM Kakao Warner |
| Nhiều nơi | 10 tháng 11 năm 2023 | Digital download streaming | SM Kakao Warner |